# 土屋礼央 SOUND RING
『土屋礼央SOUND RING』はアカペラグループRAG FAIR、ソロプロジェクトTTREの土屋礼央がパーソナリティーの音楽番組である。

## 概要
2019年4月1日からニッポン放送で放送されている音楽番組。
パーソナリティーであるミュージシャンでありシンガーソングライターである土屋礼央が毎回音楽界の第一線で活躍するありとあらゆるアーティストを招き、デビューに至るまでの裏話や今後の夢や目標をインタビュー形式で聞いていき、音楽に触れるきっかけやヒントになるようなことをインタビューを介して紹介していく。初回の放送では「音楽を夢を叶えたい人に向けて一歩踏む出す勇気を送りたい」と口にしている。

## 放送時間
- 毎週月曜日 19時30分 - 20時00分[3]（2019年4月1日 - 2019年9月23日）
- 毎週水曜日 20時20分 - 20時50分（2019年10月2日 - 2020年3月18日）

## ネット局
年度上半期はニッポン放送のみのローカル放送。下半期は一部の地方局にもネットされる。制作局で『ニッポン放送ショウアップナイタースペシャル』が放送される場合、放送週によっては、野球中継をネットしないネット局への裏送りが行われる。また、2ヶ月に1回のニッポン放送スペシャルウィークにあたる場合も休止される。
| 放送地域      | 放送局                            | 放送時間           | 放送期間        | 放送時間変遷・備考                                                                          |
| ------------- | --------------------------------- | ------------------ | --------------- | ------------------------------------------------------------------------------------------- |
| 関東広域圏    | ニッポン放送（LF） （制作局）     | 水曜 20:20 - 20:50 | 2019年4月1日 -  | 現行放送時間では2019年10月2日より放送。 - 2019年4月1日 - 2019年9月23日 : 月曜 19:30 - 20:00 |
| 新潟県        | 新潟放送（BSN）                   | 水曜 20:20 - 20:50 | 2019年10月2日 - |                                                                                             |
| 富山県        | 北日本放送（KNB）                 | 水曜 20:20 - 20:50 | 2019年10月2日 - |                                                                                             |
| 和歌山県      | 和歌山放送（wbs）                 | 水曜 20:20 - 20:50 | 2019年10月2日 - |                                                                                             |
| 香川県        | 西日本放送（RNC）                 | 水曜 20:20 - 20:50 | 2019年10月2日 - |                                                                                             |
| 徳島県        | 四国放送（JRT）                   | 水曜 20:20 - 20:50 | 2019年10月2日 - |                                                                                             |
| 長崎県 佐賀県 | 長崎放送（NBC） （NBCラジオ佐賀） | 水曜 20:20 - 20:50 | 2019年10月2日 - |                                                                                             |
| 大分県        | 大分放送（OBS）                   | 水曜 20:20 - 20:50 | 2019年10月2日 - |                                                                                             |

## 出演者
- 土屋礼央(RAG FAIR、TTRE、ズボンドズボン)